# Coxoh
Nombre con el que se denomina al idioma mayanse hablado por los extintos pobladores de las zonas geográficas del Valle Coxoh y parte de los Llanos de Comitán, ubicadas al sureste del estado de Chiapas, México, cerca de su frontera con Guatemala. Durante la época colonial los pobladores coxoh habitaron los pueblos de Aquespala, Coapa, Coneta, Comitán, Escuintenango, Zapaluta y, probablemente, Huitatán.

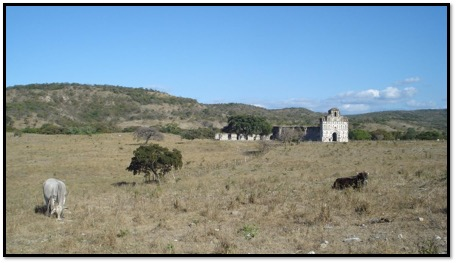
San José Coneta en la actualidad.

## La polémica de la lengua
En los documentos coloniales también se le denomina a este idioma con los siguientes nombres: cozog, coxoot, coxot, cohoh, corot, coxoc o coxog. Existe una discusión entre especialistas acerca de esta lengua debido a que, a pesar de que algunas fuentes coloniales lo identifican como un idioma específico, hasta el momento no se ha encontrado ningún documento escrito en coxoh. Hay tres posturas al respecto: la que considera que el término coxoh se usaba para designar a los tojolabales, aquella que postula que se trataba de una variante dialectal del tseltal, y la que señala que eran un idioma independiente de los anteriores.
Con el tiempo, las referencias al coxoh fueron disminuyendo en los registros y las del tojolabal en aumento, siendo esta una de las razones por la que algunos autores piensan que se trata de términos distintos para denominar el mismo idioma. También hay que tomar en cuenta que la población de hablantes de coxoh decreció con el tiempo, por lo que sería lógico que las menciones en los documentos también lo hicieran. Si el coxoh fuera diferente del tseltal y del tojolabal significaría que la extinción de los coxoh también supuso la pérdida de una lengua.
Por otra parte, el registro en los documentos coloniales de un idioma más, el chanabal, aumenta la polémica. En este caso también hay distintas teorías, una sostiene que ese término se refiere al conjunto de cuatro idiomas (tsotsil, tseltal, chol y coxoh) y que su nombre significa “cuatro lenguas”. Por otra parte, se concibe al chanabal como un idioma particular; y, finalmente, hay estudiosos que piensan que es otra manera de nombrar al tojolabal.

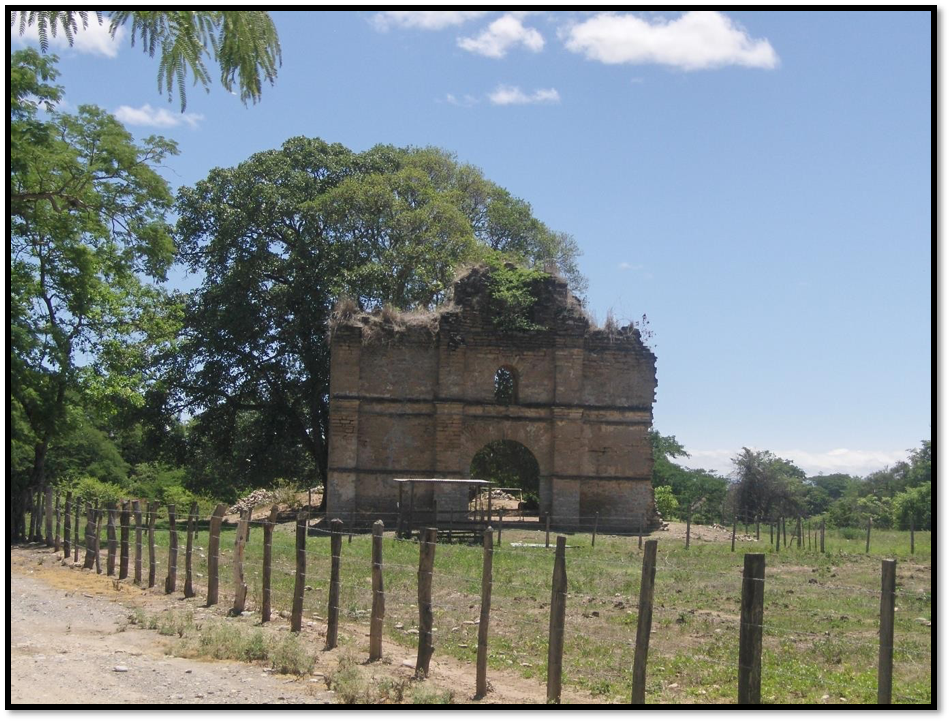
Aquespala en la actualidad.

## Decadencia y desaparición
Los pueblos coxoh fueron desapareciendo uno a uno a lo largo del periodo colonial, a excepción de Escuintenango, que se mantuvo – aunque muy deteriorado – hasta los años treinta del siglo XIX. El primero en extinguirse fue Coapa – entre los años de 1680 y 1683 – seguido de Coneta y Aquespala durante los últimos años del siglo XVIII y los primeros del XIX. En todos los casos hubo intentos de repoblación por parte de las autoridades. Al respecto de su desaparición se sabe que:
Los factores en contra de la prosperidad de los pueblos fueron muchos y continuos, cuando no simultáneos, haciendo de esta manera muy complicada su supervivencia y permanencia. Grandes factores, como las epidemias, las lluvias e inundaciones produciendo estancamientos malsanos, la introducción de ganado, las malas cosechas, la depresión económica, la explotación constante a los indios y la agitación de los movimientos políticos, así como otros quizás menos determinantes, como los incendios o el ataque de los lacandones a las poblaciones de Aquespala y Coneta a principios del XVI, mermaron a la población coxoh y obligaron a los sobrevivientes a mudarse a lugares más prósperos, como el Soconusco, o las haciendas cercanas.

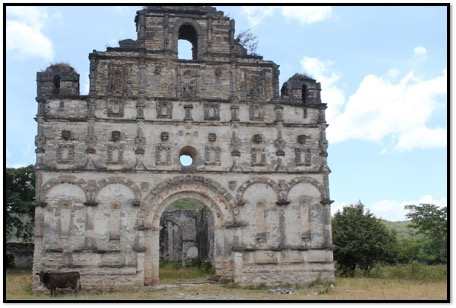
Fachada de la iglesia de Coneta en la actualidad.

En la actualidad el espacio habitado por los coxoh se ha transformado, principalmente en haciendas destinadas a la producción ganadera y sólo se conservan las ruinas de las iglesias de las poblaciones coloniales, así como vestigios arqueológicos que no han sido explorados en su totalidad. Thomas Lee realizó las únicas excavaciones arqueológicas de estas poblaciones, en Coneta y Coapa, no obstante, el conocimiento acerca de la religión y cultura de los coxoh sigue siendo escaso.